# Арари, Артюр
Артюр Арари (фр. Arthur Harari, род. в 1981 году) — французский актёр, кинорежиссёр и сценарист. Лауреат премий «Оскар» (2024), «Золотой глобус» (2024), «BAFTA» (2024), «Сезар» (2024) и Премии Европейской киноакадемии (2024) за лучший оригинальный сценарий к фильму «Анатомия падения». Муж актрисы, режиссёра и сценариста Жюстин Трие.

## Биография
После трех короткометражек и одного среднеметражного фильма Арари дебютировал в 2016 году полнометражным фильмом «Черный алмаз», который в 2017 году был номинирован на кинопремии «Люмьер» и «Сезар» как лучший дебютный фильм 2016 года.
Арари является внуком французского актёра Клемана Арари (1919—2008). Двое его братьев также работают в кинематографе: Том является оператором, Люка — иллюстратором.

## Фильмография
Актёр
| Год  |     | Русское название      | Оригинальное название    | Роль                  |
| ---- | --- | --------------------- | ------------------------ | --------------------- |
| 2012 | к/м | Страх                 | La grève des ventres     | Александр             |
| 2013 |     | Век паники            | La bataille de Solférino | Артур                 |
| 2014 | к/м | Подумайте про себя    | Think of Me              | охранник              |
| 2014 | к/м | Ночь падает           | La nuit tombe            |                       |
| 2016 |     | Чёрный алмаз          | Diamant noir             | парижский полицейский |
| 2016 |     | В постели с Викторией | Victoria                 | дрессировщик шимпанзе |

Режиссёр, сценарист
| Год  |     | Русское название               | Оригинальное название              |
| ---- | --- | ------------------------------ | ---------------------------------- |
| 2005 | к/м | Дни на улице                   | Des jours dans la rue              |
| 2007 |     | Рука на пасти                  | La main sur la gueule              |
| 2013 | к/м | Затраченные усилия             | Peine perdue                       |
| 2016 |     | Чёрный алмаз                   | Diamant noir                       |
| 2021 |     | Онода: 10 000 ночей в джунглях | Onoda, 10 000 Nuits dans la Jungle |
| 2023 |     | Анатомия падения               | Anatomie d'une chute               |

## Награды
| Год                                                                  | Категория                               | Фильм              | Результат |
| -------------------------------------------------------------------- | --------------------------------------- | ------------------ | --------- |
| Международный кинофестиваль короткометражного кино в Клермон-Феррани |                                         |                    |           |
| 2008                                                                 | Специальное упоминание жюри             | Рука на пасти      | Победа    |
| 2014                                                                 | Награда молодёжного жюри                | Затраченные усилия | Победа    |
| 2014                                                                 | Награда прессы — Специальное упоминание | Затраченные усилия | Победа    |
| Гамбургский кинофестиваль                                            |                                         |                    |           |
| 2016                                                                 | Награда критиков                        | Чёрный алмаз       | Номинация |
| Приз Луи Деллюка                                                     |                                         |                    |           |
| 2016                                                                 | Лучший фильм                            | Чёрный алмаз       | Номинация |
| Премия «Люмьер»                                                      |                                         |                    |           |
| 2017                                                                 | Лучший дебютный фильм                   | Чёрный алмаз       | Номинация |
| Премия «Сезар»                                                       |                                         |                    |           |
| 2017                                                                 | Лучший дебютный фильм                   | Чёрный алмаз       | Номинация |
| Премия «Оскар»                                                       |                                         |                    |           |
| 2024                                                                 | Лучший оригинальный сценарий            | Анатомия падения   | Победа    |